# Albert Patrisse
Albert Marius Patrisse, né le 20 juin 1892 à Fresnes-sur-Escaut et mort le 3 septembre 1964 à Dunkerque à Dunkerque, est un sculpteur français.
Il est lauréat du premier second grand prix de Rome en 1922.

## Biographie
Albert Patrisse est élève de Jules Coutan.
Il expose au Salon d'hiver de 1947.
Il est inhumé à Valenciennes au cimetière Saint-Roch.

## Hommage
Une rue de Fresnes-sur-Escaut porte son nom.

## Œuvres dans les collections publiques
- Anzin : Monument aux morts.
- Capdenac-Gare : Portrait de Louis Pasteur.
- Condé-sur-l'Escaut : Monument à Pierre Delcourt, 1953, en hommage au maire de cette commune qui, mort en 1948, était à l'initiative de la construction du groupe scolaire des Remparts en 1934. Érigé devant la cour de l'école maternelle, il a été transféré vers 2005 à proximité de l'ancienne école des filles à l'occasion de sa réhabilitation en logements[2].
- Denain, musée d'Histoire Locale et d'Archéologie de Denain :
  - Buste de Jules Mousseron ;
  - Buste d'André Jurénil ;
  - Secours aux affligés, haut-relief en plâtre.
- Encausse-les-Thermes, mairie : Tête de nymphe.
- Jeumont, salle de spectacle : décors[3].
- Maubeuge :
  - Conservatoire : L'Industrie, Les Sciences, Les Arts et Le Commerce[4].
  - mail de la Sambre : Monument à Jan Mabuse, 1897, bronze, envoyé à la fonte sous le régime de Vichy, il a été remplacé par une copie en bronze d'après Patrisse[5].
- Poissy, square à l'ouest de la Collégiale Notre-Dame : Saint-Louis, 1951.
- Saint-Amand-les-Eaux :
  - Monument aux morts.
  - musée municipal de la tour abbatiale : Étude pour le Monument aux morts de Saint-Amand-les-Eaux, terre cuite.
- Valenciennes :
  - Petite-Place Verte : Les Joueurs de football, 1930, pierre d'Euville.
  - Monument à Jules Billiet, 1958, médaillon en bronze d'après un portrait du maire de Valenciennes de 1919 à 1925 gravé par Paul Lemagny[6]
  - stade du Hainaut : Monument à Pierre Carous, maire de Valenciennes de 1947 à 1988, anciennement place du commerce.